# RL10
L'RL10 fou el primer motor de coet d'hidrogen líquid dels Estats Units. Encara se'n fa servir una versió actualitzada en diversos vehicles de llançament. S'utilitzaven sis motors RL10 al segon tram S-IV del coet Saturn I. Es fan servir un o dos motors RL10 als trams superiors Centaur dels coets Atlas i Titan. S'utilitza un RL10 al tram superior dels coets Delta IV. Hi hagué propostes per utilitzar trams superiors Centaur amb motors RL10 al Saturn I, Saturn IB i Saturn V, així com al transbordador espacial.
El primer vol amb versions de sèrie del motor RL10 fou llançat el 27 de novembre del 1963. En aquest llançament, dos motors RL10A-3 impulsaren el tram superior Centaur d'un coet Atlas. El llançament fou utilitzat per dur a terme una prova de rendiment i integritat estructural amb molts instruments del vehicle.